# Villeneuve-l'Archevêque
Villeneuve-l'Archevêque là một xã của Pháp,tọa lạc ở tỉnh Yonne trong vùng Bourgogne.

## Hành chính
| Danh sách các thị trưởng               |           |     |      |         |
| Giai đoạn                              | Giai đoạn | Tên | Đảng | Tư cách |
|                                        | mars 2001 |     |      |         |
| Tất cả các dữ liệu trước đây không rõ. |           |     |      |         |

## Thông tin nhân khẩu
| 1962                                                 | 1968 | 1975 | 1982 | 1990 | 1999 |
| ---------------------------------------------------- | ---- | ---- | ---- | ---- | ---- |
| 1365                                                 | 1379 | 1348 | 1268 | 1170 | 1203 |
| Số liệu lấy từ năm 1962: Dân số không tính hai trùng |      |      |      |      |      |